# Mandsjoerijse haas

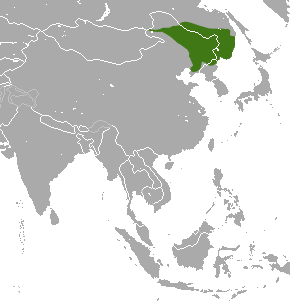
verbreidingsgebied van de Mandsjoerijse haas

De Mandsjoerijse haas (Lepus mandshuricus)  is een zoogdier uit de familie van de hazen en konijnen (Leporidae). De wetenschappelijke naam van de soort werd voor het eerst geldig gepubliceerd door Radde in 1861.

## Kenmerken
Een volwassen Mandsjoerijnse haas weegt ongeveer 2 kg en is 40–48 cm lang. In vergelijking met de Koreahaas zijn zijn achterpoten relatief kort en zijn oren relatief klein (7,5-10,4 cm).